# Pixelwald Wisera
Pixelwald Wisera ist eine Installation der Schweizer Künstlerin Pipilotti Rist aus dem Jahr 2025. Der begehbare dunkle Raum mit 3'300 Lichtern ist Teil der Dauerausstellung der Kunsthalle Bremen.

## Beschreibung
In einem schwarzen Raum hängen mehr als 3'000 Lichter von der Decke. Jedes ist in eine Kristallform eingelassen und besteht aus vier LEDs. Das entstehende Farbspektrum reicht von schmutzig warm bis pur leuchtend. Die Lichter sind Teile eines Videobildes, das in seine kleinsten digitalen Elemente, die Pixel, aufgelöst und in den Raum ausgebreitet ist. Daher kann es nicht als Ganzes erfasst werden. Das Publikum bewegt sich frei durch das aufgesplittete Videobild und wird damit Teil des Kunstwerks.
Bewegung und Farbwechsel stehen im Einklang mit vier Musikstücken mit unterschiedlichen Tempi:
- Anders Guggisberg und Pipilotti Rist: I Want To See How You See, Dauer: 4'45
- Roland Widmer (mit Nike Dreyer und Pipilotti Rist): Unendlich dankbar & aufgeräumt, Dauer: 6'53
- Surma: Maasai, Dauer: 4'06
- Omnichords Records Seraphin Basedau und Roland Widmer: Klafünf Finger, Dauer: 5'18

Die Präsentation dauert 20 Minuten 43 Sekunden. Sie wurde anlässlich des Jubiläums des Kunstvereins in Bremen erworben, eigens für die Kunsthalle Bremen angefertigt und ist nun Teil der Dauerausstellung.
Der Titel Wisera ist althochdeutsch für den Fluss Weser, an dem Bremen liegt.

## Entstehung und technische Umsetzung
Die Idee entstand, so Pipilotti Rist, durch ein Erlebnis mit einer Virtual-Reality-Brille. Sie habe zwar einen schönen Raum gesehen, sich aber isoliert gefühlt. Mit der Lichtdesignerin Kaori Kuwabara zusammen wollte sie daher einen Raum konstruieren, der gemeinsam erlebt werden kann. Bereits für die erste von vier Installationen aus der Reihe Pixelwald (2016), die ebenfalls aus 3'000 winzigen Lichtern aus Polycarbonat besteht, arbeitete Rist mit Kuwabara zusammen.
Zugrunde liegt ein Video mit Kamerafahrten über Landschaften oder Details, bei denen Geschwindigkeit und Schärfegrad variieren. Je unschärfer das Bild ist, umso weicher, pulsierender ist das Licht in der Installation; Bildschärfe wird in hektisches Licht übersetzt. Es sind nicht nur reine Farben zu sehen, sondern auch schmutzige, merkwürdige. So können die technischen Mittel der LED-Technik ausgenutzt werden.
Für die Präsentation der Installation wurden in der Remix-Sammlungsausstellung des Museums zwei Räume zusammengelegt, eine Wand wurde verkürzt und alle Wände abgerundet. Alles wurde schwarz gestrichen. Unter der Decke wurde ein Gitter platziert. 3'000 Lichtkugeln hängen an 460 Ketten, die mit 3'500 Kabeln verbunden sind. Diese transportieren das Videosignal. Das Gitter war für die exakte Positionierung der Ketten eine grosse Hilfe. Im Inneren der Hülle befindet sich eine videobespielbare LED-Platine mit jeweils vier RGB-LEDs. Das Innenleben wurde mit der Firma Schnickschnack Systems zusammen entwickelt und exklusiv für den Pixelwald produziert. Jeder Kristall stellt ein Pixel aus dem Video dar und hat einen genauen Koordinatenwert im Raum entlang der x-, y- und z-Achse. Für die Herstellung der Kristalle, die die Firma Cristallux im Schwarzwald übernahm, wird thermoplastisches Granulat eingeschmolzen. Als zähflüssiger, honigartiger, dünner Strahl wird das Material dann auf einen beweglichen Tisch auf eine Form gelegt. Alle Kristalle sind Unikate, die Formen werden einzeln von Hand gelegt. Dies ist die Ursache für das organische Aussehen.
Ausserdem sind in der Installation über 30 DPB-Router platziert, zwei Switches, ein Steuergerät, ein Videoplayer, 8 Lautsprecher und 2 Subbässe.
Der Ton spielt in Rists Werk eine grosse Rolle, was sich auch bei Pixelwald Wisera zeigt. Der Videoschnitt orientierte sich am Ton, die Auswahl der Stücke erfolgte nach dramaturgischen Kriterien: Zwei Stücke sind mit Gesang, zwei sind langsamer und eher kontemplativ.

## Einordnung ins Werk
Die Künstlerin experimentiert schon seit Jahrzehnten jeweils mit Technologien, die zu der jeweiligen Zeit verfügbar waren. Hierbei spielt die Videotechnik, die sie in ihrem Werk kontinuierlich weiterentwickelte, eine besondere Rolle. Rist möchte den Respekt vor der Technik mit ihren Werken senken. Technik und Natur sind dabei keine Gegenpole, sondern stellen eine Einheit dar: RGB kommt ja nicht nur in der Videotechnik, sondern auch im menschlichen Auge vor. Technik soll, so Rist, eine warme Wirkung haben.
Während man sich in der Virtual-Reality-Technologie in der Regel allein durch eine auf dem Bildschirm präsentierte virtuelle Welt bewegt, ist das Klang- und Bilderlebnis in Pixelwald physisch umfassend und ein soziales Ereignis. Dies steht mit Rists Anliegen im Einklang, den Raumbegriff in der Videokunst zu verändern und das Publikum in das Kunstwerk zu integrieren. Rist wünscht sich, dass die Menschen sich in dem nur von den Pixeln erleuchteten Raum wahrnehmen, miteinander sprechen und vielleicht sogar neue Freundschaften schliessen.
Pixelwald Wisera ist der erste Pixelwald in einer deutschen Sammlung. Ausserdem gibt es Pixelwälder im National Museum of Qatar, im Kunsthaus Zürich, im Ekebergparken in Oslo und im Museum of Fine Arts, Houston. Die Installation von Rist wurde anlässlich des Jubiläums des Kunstvereins in Bremen erworben und exklusiv für die Kunsthalle Bremen angefertigt.